# Tirunelvelli Srinivasamurti Tirumurti
Tirunelvelli Srinivasamurti Tirumurti es un diplomático, indio.
- En 1985 entró al Indian Foreign Service fue empleado en El Cairo y en 1993 en la misión ante la Oficina de la Organización de las Naciones Unidas en Ginebra.[1]
- El 24 de junio de 1996 abrió la representación de la India en Gaza y fue representante de la India en Gaza.
- Fue empleado en Washington D. C. y fue Jefe Adjunto de Misión en Yakarta.
- En el Ministerio de Asuntos Exteriores (India) fue subsecretario en el despacho Bhután, director en la oficina del Foreign Secretary (India), Secretario Adjunto en el despacho Bangladés, Sri Lanka, Myanmar y Maldivas y Secretario Adjunto en el despacho Naciones Unidas Económico y Social.
- Desde el 20 de diciembre de 2013 es Alto Comisionado en Kuala Lumpur (Malasia).[2]

## Obra
- Kissing the heavens: the Kailash-Manasarovar yatra,1999
- Clive Avenue, 2002
- Chennaivaasi, 2012[3]